# HD71267
HD71267 — хімічно пекулярна зоря спектрального класу A3, що має видиму зоряну величину в смузі V приблизно  6,0.
Вона  розташована на відстані близько 333,2 світлових років від Сонця.

## Фізичні характеристики
Зоря HD71267 обертається 
порівняно повільно 
навколо своєї осі. Проєкція її екваторіальної швидкості на промінь зору становить  Vsin(i)= 23км/сек.